# Station Premià de Mar
Premià de Mar is een station van Rodalies Barcelona. Het is gelegen in de gelijknamige gemeente Premià de Mar.
Het station en tevens het spoor grenst aan het strand. Het station is gelegen op lijn 1, of ook wel de Maresme-lijn genoemd.

## Lijnen
| Eindbestemming                          | Vorig station | Lijn | Volgend station | Eindbestemming          |
| --------------------------------------- | ------------- | ---- | --------------- | ----------------------- |
| Molins de Rei L'Hospitalet de Llobregat | Ocata         |      | Vilassar de Mar | Mataró Maçanet-Massanes |